# Schaibaniden
Unter dem Begriff Schaibaniden (oft auch Scheibaniden) versteht man im engeren Sinn eine usbekische Dynastie des 16. Jahrhunderts, die von Muhammad Schaibani gegründet wurde. Allgemein gesprochen bezieht sich das Wort Schaibaniden aber auf alle männlichen Nachkommen Schibani Khans, des fünften Sohns Dschötschis und Enkel Dschingis Khans.
Einige internationale Wissenschaftler, wie z. B. Juri Bregel oder Jürgen Paul bevorzugen die Bezeichnung Abu'l-Chayriden, nach dem eigentlichen Begründer der Stammesförderation Abu'l-Chair.

## Die Anfänge des Usbeken-Khanats
Das Stammesgebiet der Usbeken gehörte bis zur Mitte des 14. Jahrhunderts zum Reich der Goldenen Horde, d. h. der Nachkommen Batu Khans an der Wolga (z. B. Usbek Khan) und Orda Khans im heutigen Kasachstan. Im Verlauf des 14. Jahrhunderts verbreitete sich der Islam in diesem Gebiet.
Als erster Herrscher der Scheibaniden-Dynastie gilt Abu'l Chair, der 1429 auf einem Kurultai zum Khan der Usbeken gewählt wurde. Nach mehreren Eroberungen beherrschte die Stammes-Konförderation das Gebiet zwischen Tjumen und dem Fluss Tura einerseits und dem Syr-Darja-Gebiet anderseits, die Stadt Signaq war das Zentrum des Khanats. Nach dem Tod Abu'l Chairs zerfiel die Konförderation wieder und erst sein Enkel Muhammad Schaibani (1451 bis 1510) konnte wieder ein Usbeken-Khanat aufbauen und die Herrschaft der Timuriden in Samarkand, Buchara und Herat beseitigen.
Wichtigsten Rivalen in der Steppe waren die Orda-Horde, deren Khane Nachkommen Orda Khans, des ältesten Sohn von Dschötschi Khan, waren, und die Tuqay-Timüriden, deren Khane Nachkommen Tuqa Timurs, d. h. Dschötschi Khans dreizehnten Sohnes waren. Die Tuqay-Timüriden standen lange im Schatten der Schaibaniden, konnten sie jedoch 1599, im Khanat Buchara von der Macht verdrängen.
Nach dem Tod von Muhammad Schaibani in einer Schlacht gegen Schah Ismail, wurden die Apanagen unabhängiger und standen teilweise nur noch formal unter der Oberherrschaft des Usbekenkhans.

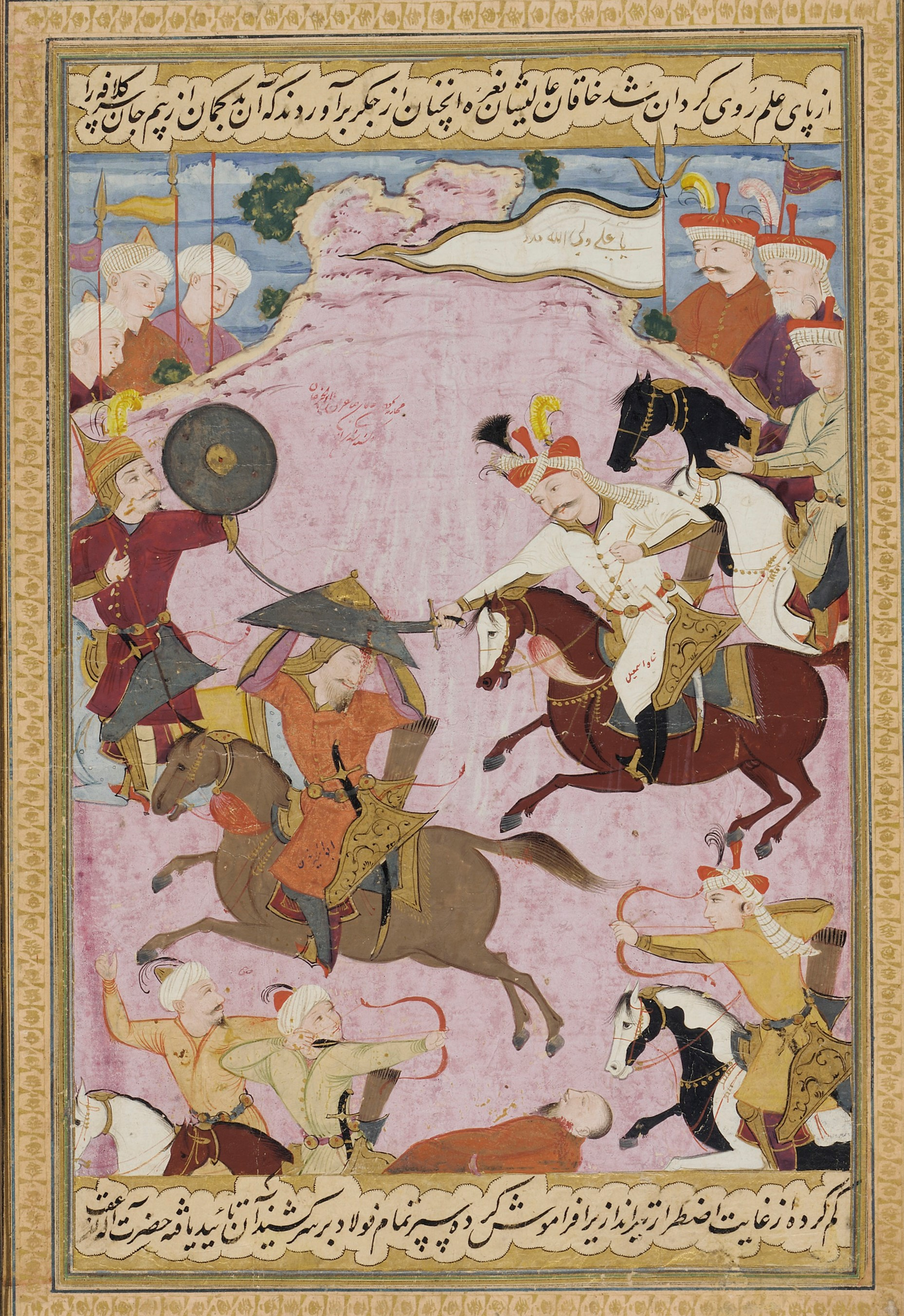
Die Schlacht zwischen Schah Ismail und Schaibani Khan, 1510. Bild aus Isfahan, von 1688

## Transoxanien
Im Gebiet des späteren Khanats Buchara stritten mehrere Verwandte und Nachkommen Muhammed Scheibanis um die Macht. Florian Schwarz hat diese Machtkämpfe ausführlich beschrieben. Auf der einen Seite standen die Onkel Schaibanis, Sevinč Hoca und Köčkünči, auf der anderen Seite Muhammad Temür, Sohn von Muhammad Schaibani, sowie der Neffe Muhammad Schaibanis Ubaidallah.
Auf dem Kurultai von 1512 konnte ein Kompromiss gefunden werden. Das Gebiet wurde in mehrere Apanagen aufgeteilt. Köčkünči wurde formal Khan, Muhammad Temür residierte in Samarkand, Sevinč erhielt Taschkent und Ubaidallah Buchara.
Letzter wichtiger Herrscher aus dem Klan der Schaibaniden in Transoxanien war Abdullah Khan (vgl. Usbeken-Khanat).

## Das Khanat Chiva
Ilbars, aus einem anderen Zweig der Schaibaniden, den Nachkommen von Arabschah, gründete 1512 in Chwarezm das Khanat Chiwa, das sie bis ins frühe 18. Jahrhundert hinein beherrschten.
Dieser Teilzweig wird auch als Dynastie der Arabschahiden bezeichnet.
Wichtige Herrscher waren Abu’l Ghazi Bahadur, Anusch und Muhammad Erenke.

## Das Khanat Sibir
Ein weiterer Staat, der von Schaibaniden regiert wurde, war das Khanat Sibir: Es löste sich unter dem Schaibaniden Ibaq um 1467 von seinem usbekischen Oberherren Abu’l-Chair Khan. Der letzte Herrscher des Khanats Sibir, Kütschüm Khan, wurde 1598 von den Russen abgesetzt. Sein Sohn und Enkel wurden vom Zaren nach Moskau gebracht und erhielten den Nachnamen Sibirsky. Außer diesem berühmten Zweig verlangten noch andere Adelsfamilien aus Kirgisien und Kasachstan von der russischen Regierung die Anerkennung ihrer Schaibanidenwurzeln, doch zumeist erfolglos.